# 16-я стрелковая дивизия (2-го формирования)
16-я стрелковая Литовская Клайпедская Краснознамённая дивизия — стрелковое формирование (соединение) РККА Вооружённых сил СССР, в Великой Отечественной войне.
Формирование в составе действующей армии:
- с 27.12.1942 по 20.08.1943;
- с 28.09.1943 по 09.05.1945 года. Сокращённое действительное наименование, применяемое в рабочих документах — 16 сд.

## Боевой путь
Решение о сформировании стрелковой дивизии принято Государственным Комитетом Обороны Союза ССР 18 декабря 1941 года.
Дивизия формировалась в Московском военном округе в Балахне Горьковской области. Формирование осуществлялось преимущественно за счёт беженцев и эвакуированных из Литвы, также бойцов и офицеров бывшего 29-го стрелкового территориального Литовского корпуса, распределённых в ходе войны по различным частям Красной Армии, разысканных и переведённых в новую дивизию. Ядро офицерского состава дивизии образовали выпускники Вильнюсского пехотного училища, эвакуированного в Новокузнецк Кемеровской области (прошли сокращённый курс обучения). Политработниками были преимущественно бывшие подпольщики, партийные и советские работники.
По данным на 1 января 1943 года, из 10 250 солдат и офицеров дивизии было 7 тысяч литовцев и жителей Литвы. В дивизии было 3720 литовцев (36,3 %), 3064 русских (29 %), 2973 (29 %) еврея, 492 (4,8 %) представителя других национальностей. По другим сведениям, в составе 16-й Литовской дивизии воевало 23,2 % евреев (2378). Это наивысший показатель числа воинов-евреев в составе одной воинской части Красной Армии. Евреи составляли 13 % (136 человек) всех офицеров дивизии и 34,2 % в боевых частях пехоты.
12 наиболее отличившимся солдатам и офицерам было присвоено звание Героя Советского Союза. Вот их имена: майор Вольфас Виленскис, лейтенант Вацловас Бернотенас, старший сержант Болеслав Гегжна, младший сержант Фёдор Зацепилов, подполковник Фёдор Лысенко (посмертно), сержант Григорий Терентьев (посмертно), ефрейтор Григорий Ушполис, старший сержант Василий Федотов, красноармеец Борис Цинделис, младший сержант Стасис Шейнаускас (посмертно), сержант Калманас Шурас, красноармеец Виктор Яценевич.
Вначале команды и приказы отдавались на литовском языке. Однако свыше трети воинов не владели литовским; фронтовики офицеры и сержанты, направленные в дивизию для передачи боевого опыта, были преимущественно русскими; кроме того, в боевой обстановке бойцов дивизии из-за незнакомого языка могли принять за врагов и открыть огонь. По этим причинам языком команд, приказов, фактически языком межнационального общения стал русский язык.
Формирование и обучение дивизии завершилось к февралю 1943. В бой дивизия вступила 21 февраля 1943 у Алексеевки в 50 км к юго-востоку от Орла и в боях за город понесла большие потери.

Первым командиром дивизии был генерал-майор Ф. Жемайтис, после боев зимой 1943 г. его сменил генерал-майор В. Карвялис, затем генерал-майор А. Урбшас. Боевое крещение дивизия приняла 21 февраля 1943 года в районе Алексеевки 50 км юго-восточнее Орла. К 23 февраля — дню Красной армии надо было захватить г. Орёл. Г. Ушполис называет этот бой «позорным боевым крещением».

Дивизия вступила в бой прямо с марша. Глубокий снег, огонь врага затрудняли продвижение. Однако бойцы шли в бой, словно в психическую атаку. Потери дивизии были очень высокие. Несмотря на то, что наступление дивизии успеха не имело, — лишь роте под командованием старшего лейтенанта Вульфа Виленского (Виленскис Вольфас Лейбович) из 156-го стрелкового полка удалось захватить и закрепиться на одной из высот, — все бойцы дивизии проявили мужество и отвагу 
Летом 1943 года дивизия участвовала в Курской битве. В первые же дни соединение выдержало мощный удар 383-й пехотной и 18-й танковой немецких дивизий, сопровождавшийся налётом 120 самолётов. В результате пяти атак в течение дня немецкие части вклинились в расположение наших войск, но контратакой положение было восстановлено, а противнику нанесены значительные потери.
Затем дивизия была включена в состав 4-й ударной армии Калининского фронта и участвовала в оборонительных и наступательных боях в Белоруссии. 27 декабря дивизия получила благодарность командующего фронтом за боевые действия по окружению Езерищевской группировки противника, прорыву укреплённой оборонительной полосы немцев южнее Невеля и освобождению г. Городок.
После освобождения Полоцка дивизия получила приказ пройти форсированным маршем более 500 км и сосредоточиться у Шяуляй. Дивизия вступила на уже освобождённую территорию Литвы. В середине августа 1944 г. дивизия отличилась при отражении контрнаступления под Шяуляй, предпринятого немцами с использованием до 800 танков и штурмовых орудий.
В конце января 1945 года дивизия участвовала в наступательной операции по разгрому группировки противника в районе Клайпеды, в ходе которой 28 января 1945 года отличилась при штурме Мемеля (Клайпеды).
31 января 1945 г. дивизия получила приказ снова идти в Курляндию, где в течение зимы и весны продолжала сражаться против немецких войск. Утром 8 мая ещё шли последние бои, а в 12 часов дня дивизия вместе с другими соединениями Красной Армии приняла капитуляцию частей немецкой группировки в Курляндии. В середине июля Литовская дивизия совершила триумфальное шествие через всю Литву. В Вильнюсе был проведён парад победителей.

## В составе
| Дата            | Фронт (округ)            | Армия                  | Корпус (группа)                    | Примечания |
| --------------- | ------------------------ | ---------------------- | ---------------------------------- | ---------- |
| 01.01.1942 года | Московский военный округ | -                      | -                                  | -          |
| 01.02.1942 года | Московский военный округ | -                      | -                                  | -          |
| 01.03.1942 года | Московский военный округ | -                      | -                                  | -          |
| 01.04.1942 года | Московский военный округ | -                      | -                                  | -          |
| 01.05.1942 года | Московский военный округ | -                      | -                                  | -          |
| 01.06.1942 года | Московский военный округ | -                      | -                                  | -          |
| 01.07.1942 года | Московский военный округ | -                      | -                                  | -          |
| 01.08.1942 года | Московский военный округ | -                      | -                                  | -          |
| 01.09.1942 года | Московский военный округ | -                      | -                                  | -          |
| 01.10.1942 года | Московский военный округ | -                      | -                                  | -          |
| 01.11.1942 года | Московский военный округ | -                      | -                                  | -          |
| 01.12.1942 года | Московский военный округ | -                      | -                                  | -          |
| 01.01.1943 года | Брянский фронт           | 2-я танковая армия     | -                                  | -          |
| 01.02.1943 года | Брянский фронт           | 2-я танковая армия     | -                                  | -          |
| 01.03.1943 года | Брянский фронт           | 48-я армия             | -                                  | -          |
| 01.04.1943 года | Центральный фронт        | 48-я армия             | -                                  | -          |
| 01.05.1943 года | Центральный фронт        | 48-я армия             | -                                  | -          |
| 01.06.1943 года | Центральный фронт        | 48-я армия             | -                                  | -          |
| 01.07.1943 года | Центральный фронт        | 48-я армия             | 42-й стрелковый корпус             | -          |
| 01.08.1943 года | Центральный фронт        | 48-я армия             | 42-й стрелковый корпус             | -          |
| 01.09.1943 года | Московский военный округ | -                      | -                                  | -          |
| 01.10.1943 года | Калининский фронт        | 4-я ударная армия      | 2-й гвардейский стрелковый корпус  | -          |
| 01.11.1943 года | 1-й Прибалтийский фронт  | 4-я ударная армия      | -                                  | -          |
| 01.12.1943 года | 1-й Прибалтийский фронт  | 4-я ударная армия      | 2-й гвардейский стрелковый корпус  | -          |
| 01.01.1944 года | 1-й Прибалтийский фронт  | 4-я ударная армия      | 103-й стрелковый корпус            | -          |
| 01.02.1944 года | 1-й Прибалтийский фронт  | 4-я ударная армия      | 60-й стрелковый корпус             | -          |
| 01.03.1944 года | 1-й Прибалтийский фронт  | 4-я ударная армия      | 91-й стрелковый корпус             | -          |
| 01.04.1944 года | 1-й Прибалтийский фронт  | -                      | -                                  | -          |
| 01.05.1944 года | 1-й Прибалтийский фронт  | -                      | -                                  | -          |
| 01.06.1944 года | 1-й Прибалтийский фронт  | -                      | -                                  | -          |
| 01.07.1944 года | 1-й Прибалтийский фронт  | 4-я ударная армия      | -                                  | -          |
| 01.08.1944 года | 1-й Прибалтийский фронт  | 51-я армия             | -                                  | -          |
| 01.09.1944 года | 1-й Прибалтийский фронт  | 2-я гвардейская армия  | 13-й гвардейский стрелковый корпус | -          |
| 01.10.1944 года | 1-й Прибалтийский фронт  | 2-я гвардейская армия  | 13-й гвардейский стрелковый корпус | -          |
| 01.11.1944 года | 1-й Прибалтийский фронт  | 2-я гвардейская армия  | 54-й стрелковый корпус             | -          |
| 01.12.1944 года | 1-й Прибалтийский фронт  | 2-я гвардейская армия  | 13-й гвардейский стрелковый корпус | -          |
| 01.01.1945 года | 1-й Прибалтийский фронт  | 4-я ударная армия      | 14-й стрелковый корпус             |            |
| 01.02.1945 года | 1-й Прибалтийский фронт  | 4-я ударная армия      | -                                  | -          |
| 01.03.1945 года | 2-й Прибалтийский фронт  | 10-я гвардейская армия | 84-й стрелковый корпус             | -          |
| 01.04.1945 года | Ленинградский фронт      | 6-я гвардейская армия  | 22-й гвардейский стрелковый корпус | -          |
| 01.05.1945 года | Ленинградский фронт      | 6-я гвардейская армия  | 22-й гвардейский стрелковый корпус | -          |

## Состав
- управление
- 156-й стрелковый полк
- 167-й стрелковый полк
- 249-й стрелковый полк
- 224-й артиллерийский полк
- 282-й отдельный истребительно-противотанковый дивизион
- 148-я зенитная батарея (161 отдельный зенитный артиллерийский дивизион) (до 01.06.1943)
- 18-я отдельная разведывательная рота
- 93-й отдельный сапёрный батальон
- 73-й (39-й) отдельный батальон связи (367-я отдельная рота связи)
- 80-й медико-санитарный батальон
- 23-я отдельная рота химический защиты
- 351-я (78-я) автотранспортная рота
- 62-я полевая хлебопекарня
- 965-й дивизионный ветеринарный лазарет
- 1668-я (1985-я) полевая почтовая станция
- 1209-я полевая касса Госбанка[1]

## Командный состав

### Командиры дивизии
- Балтушис-Жемайтис, Феликс Рафаилович, комбриг, с 03.05.1942 генерал-майор — c 03.04.1942 по 17.04.1943
- Карвялис, Владас Антонович, генерал-майор — c 18.04.1943 по 07.09.1944
- Урбшас, Адольфас Ионович[лит.], полковник, с 02.11.1944 генерал-майор — с 08.09.1944 по 11.05.1945
- Мотека, Владислав Казимирович, полковник, с 12.05.1945 по 1949
- Жибуркус, Иван Иосифович, генерал-майор артиллерии, с мая 1950 по август 1956[2]

### Начальники штаба дивизии
- Раков, Степан Семёнович полковник на февраль 1945 года[3]

## Награды и наименования
| Награда                             | Дата                 | За что награждена |
| ----------------------------------- | -------------------- | --- |
| Орден Красного Знамени              | 31 октября 1944 года | награждена Указом Президиума Верховного Совета СССР за образцовое выполнение заданий командования в боях с немецкими захватчиками при прорыве обороны противника северо-западнее и юго- западнее Шауляй (Шавли) и проявленные при этом доблесть и мужество. |
| Почётное наименование «Клайпедская» | 5 апреля 1945 года   | Присвоено приказом Верховного Главнокомандующего № 056 от 5 апреля 1945 года в ознаменование одержанной победы и за отличие в боях при освобождении Клайпеды.                                                                                               |

Награды частей дивизии:
- 167-й стрелковый Краснознамённый[5] полк

## Отличившиеся воины
- Бернотенас, Вацловас Вацлович, лейтенант, командир взвода пешей разведки 156-го стрелкового полка.
- Виленскис, Вольфас Лейбович, майор, командир батальона 249-го стрелкового полка.
- Гегжнас, Болеслав Доминикович, старший сержант, командир взвода 18-й отдельной разведывательной роты.
- Зацепилов, Фёдор Петрович, младший сержант, пулемётчик 167-го стрелкового полка.
- Лысенко, Фёдор Константинович, подполковник, командир 249-го стрелкового полка (посмертно).
- Терентьев, Григорий Григорьевич, сержант, командир орудия 167-го стрелкового полка (посмертно).
- Ушполис, Григорий Саульевич, ефрейтор, командир орудия 249-го стрелкового полка.
- Федотов, Василий Николаевич, старший сержант, разведчик разведвзвода 249-го стрелкового полка.
- Цинделис, Борис Израилевич, красноармеец, наводчик орудия 224-го артиллерийского полка.
- Шейнаускас, Стасис Козиевич, младший сержант, наводчик орудия 224-го артиллерийского полка (посмертно).
- Шурас, Калманис Маушович, сержант, командир орудия 249-го стрелкового полка.
- Яценевич, Виктор Антонович, красноармеец, телефонист роты связи 156-го стрелкового полка.
- Курбанов, Мурад, старший сержант, командир пулемётного отделения 156-го стрелкового полка.
- Осипов, Семён Никифорович, старший сержант, командир расчёта 45-мм пушки 156-го стрелкового полка.
- Станилиене, Дануте Юргио, сержант, наводчик станкового пулемёта 167-го стрелкового полка.
- Шишкин, Аркадий Дмитриевич, старшина, командир взвода 93-го отдельного сапёрного батальона[6][7].

## Газета
Выходила газета «Родина зовёт». Редактор — капитан Карлинис И. А.

## В искусстве
Боевые будни дивизии с гротескным юмором описаны в повести Эфраима Севелы «Моня Цацкес — знаменосец».